# Donation en droit québécois
En droit québécois, les règles concernant la donation sont contenues au Code civil du Québec.

## Droit des personnes physiques
Les articles 173 C.c.Q. et 211 C.c.Q. régissent les donations que peuvent accepter les mineurs et les tuteurs. 

## Droit de la famille et des régimes matrimoniaux
De nombreuses dispositions dans le livre du droit de la famille du Code civil régissent les donations faites entre époux et conjoints unis civilement, dont les articles 385, 386, 415, 418, 438, 439, 450, 510, 519, 520, 521.19 C.c.Q.

## Droit des biens
Les articles 1240 C.c.Q. et 1242 C.c.Q. traitent de la donation dans le cadre de l'ouverture de la substitution. L'art. 1258 C.c.Q. concerne l'établissement d'une fiducie par donation ou par testament. L'art. 1279 C.c.Q. énonce que le bénéficiaire d'une fiducie doit avoir les qualités requises pour recevoir par donation.

## Droit des obligations
Les principales règles en matière de donation sont au chapitre deuxième du livre des obligations, intitulé « de la donation », qui s'étend de l'art. 1806 C.c.Q. à l'art. 1841 C.c.Q..
La section I qui s'étend de l'art. 1806 C.c.Q. à l'art. 1812 C.c.Q. traite de la nature et de l'étendue de la donation. La section II qui s'étend de l'art. 1813 C.c.Q. à 1824 C.c.Q. traite de certaines conditions de la donation. La section III qui s'étend de l'art. 1825 C.c.Q. à 1835 C.c.Q. traite des droits et obligations des parties. La section IV qui s'étend de l'art. 1836 C.c.Q. à l'art. 1838 C.c.Q. concerne la révocation de la donation pour cause d'ingratitude. La section V qui s'étend de l'art. 1839 C.c.Q. à l'art. 1841 C.c.Q. concerne la donation par contrat de mariage ou d'union civile.

## Droit des successions
En droit des successions, la donation à cause de mort est une disposition testamentaire, en vertu de l'art. 613 C.c.Q.. Les articles 867 C.c.Q. et 873 C.c.Q. traitent du rapport entre les dons et les legs.